# دياني شامبرلين
دياني شامبرلين (بالإنجليزية: Diane Chamberlain)‏ هي كاتِبة أمريكية، ولدت في 1950 في الولايات المتحدة.